# Il diario di una cameriera
Il diario di una cameriera (Le Journal d'une femme de chambre) è un romanzo dello scrittore francese Octave Mirbeau, pubblicato a puntate dal 20 ottobre 1891 al 26 aprile 1892 ne L'Écho de Paris. La decima edizione rimaneggiata, del 1900, fu pubblicata dalla rivista La Revue blanche.

## Trama
Il romanzo si svolge a Parigi ed è diviso a capitoli contrassegnati dalle date del diario: 14 settembre, 15 settembre, 18 settembre, 26 settembre, 1º ottobre, 6 ottobre, 25 ottobre, 28 ottobre, 3 novembre, 10 novembre, 12 novembre, 13 novembre, 13 novembre, 20 novembre, 24 novembre, marzo 1900.

## Storia editoriale
in Italia il romanzo è conosciuto anche con i titoli Diario di una cameriera, Le memorie d'una cameriera, Memorie di una cameriera e Le memorie licenziose di una cameriera

## La dedica
Octave Mirbeau dedica il libro a Jules Huret e ne sintetizza così il contenuto:
Ho sempre in mente, caro Huret, le figure così varie e così straordinariamente umane che lei ha fatto sfilare in una lunga serie di studi sociali e letterari. Ne sono ossessionato. Nessuno meglio di lei, e più profondamente di lei, ha infatti sentito, davanti alle maschere umane, la tristezza e la comicità di essere uomini...Quella tristezza che fa ridere, quella comicità che fa piangere le anime nobili, possa lei ritrovarla qui.»
(Octave Mirbeau, maggio 1900.)

## Edizioni in italiano
- Ottavio Mirbeau, Il diario d'una cameriera, IT\ICCU\NAP\0118770
- Ottavio Mirbeau, Diario di una cameriera, traduzione di Jolanda Gianoli, Apuana, Piacenza 1936
- Octave Mirbeau, Il diario d'una cameriera, La conchiglia, Milano 1966?
- Octave Mirbeau, Diario di una cameriera, traduzione e introduzione di Roberta Maccagnani, A. Mondadori, Milano 1982
- Octave Mirbeau, Il diario di una cameriera: romanzo, introduzione di Michel Mercier ; traduzione di Anna Franchi, TEA, Milano 1988
- Octave Mirbeau, Diario di una cameriera, traduzione di Luisa Moscardini, Elliot, Roma 2015

## Adattamenti cinematografici e televisivi
- Il diario di una cameriera (The Diary of a Chambermaid), regia di Jean Renoir (1946) - film realizzato negli Stati Uniti.[4]
- Il diario di una cameriera (Le Journal d'une femme de chambre), regia di Luis Buñuel (1964) - film francese con Jeanne Moreau, Michel Piccoli e Georges Géret.[5]
- Le journal d'une femme de chambre (1982), episodio della serie televisiva Emmenez-moi au théâtre (1982-1996), diretto da Jean-Marie Coldefy e interpretato da Geneviève Fontanel.[6]
- El abuelo, la condesa y Escarlata la traviesa, regia di Jesús Franco (1992) - film spagnolo interpretato da Lina Romay,[7]
- Le journal d'une femme de chambre, regia di Bruno François-Boucher (2011) - film interpretato da Ségolène Point.[8]
- Journal d'une femme de chambre, regia di Benoît Jacquot (2015) - film con Léa Seydoux e Vincent Lindon.[9]